# Schiffsartillerie

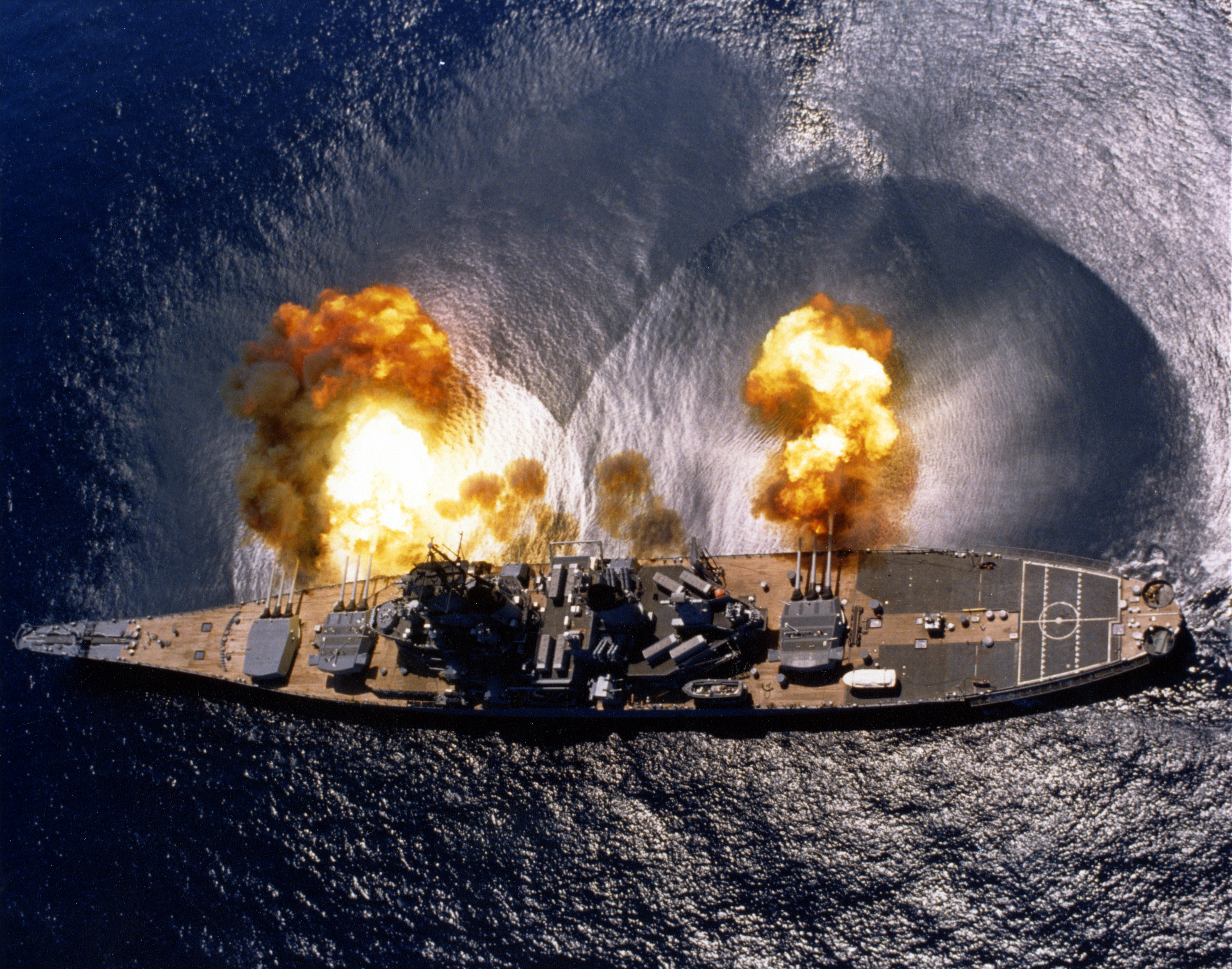
Die Iowa feuert eine 2/3-Breitseite (Juli 1984)

Schiffsartillerie ist die Artillerie, die an Bord von Kriegsschiffen eingesetzt wird. Sie zählt zur Marineartillerie. Lange Zeit bestand die Schiffsartillerie aus Vorderlader-Glattrohrkanonen. Im 19. Jahrhundert wurde das moderne Schiffsgeschütz, der Granaten verschießende gezogene Hinterlader, entwickelt. Im und nach dem Zweiten Weltkrieg verlor die Schiffsartillerie aufgrund der Entwicklung immer leistungsfähigerer Kampfflugzeuge und dem Aufkommen der Lenkflugkörper an Bedeutung.

## Entwicklung der Schiffsartillerie

### Vorläufer der Artillerie
Zur Zeit des Altertums verwendete man Rammsporne an Schiffsrümpfen, um feindliche Schiffe anzugreifen. Nachdem die Schiffe mit der Zeit größer und schwerfälliger wurden und der Rammsporn an Bedeutung verlor, begann man die Schiffe mit Schleudereinrichtungen auszustatten, so dass Steinkugeln und Pfeilgeschosse in Richtung Feind ausgebracht werden konnten. Die Byzantiner entwickelten als besondere Angriffswaffe das sogenannte Griechische Feuer, das eine brennende Flüssigkeit mittels eines gebündelten Strahls über eine bestimmte Distanz spritzte. Sogenannte Feuerlanzen wurden seit deren erster Entwicklung im 11. Jahrhundert auf chinesischen Kriegsschiffen eingesetzt. Damals bestanden diese Handfeuerwaffen zunächst noch aus Bambusrohr.
Trotz dieser Waffen wurden Seeschlachten hauptsächlich ähnlich den Landschlachten ausgefochten, d. h. im infanteristischen Kampf Mann gegen Mann, wobei die Schiffe als schwimmende Kampfplattformen dienten.

### Schiffsartillerie der Segelschiffzeit

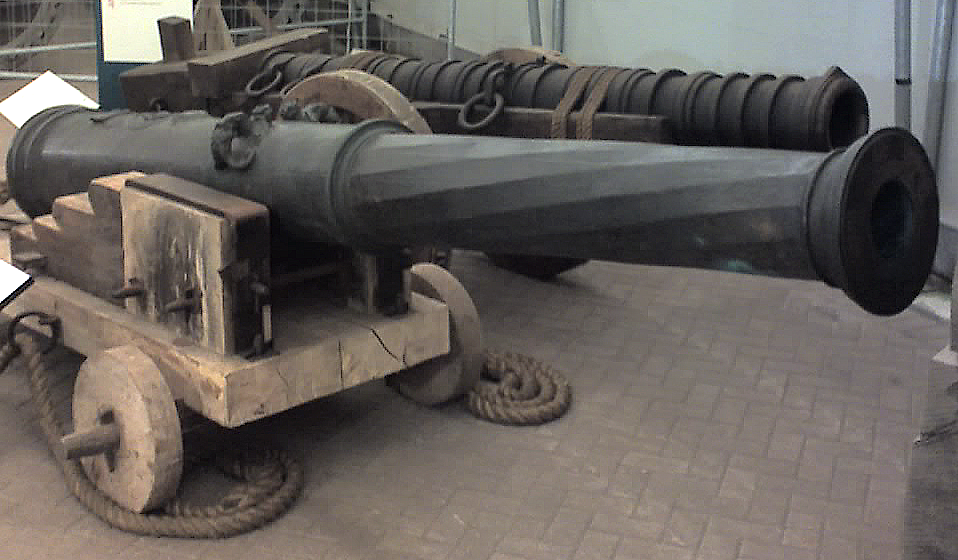
Zwei unterschiedliche Geschütztypen nach Funden vom Wrack der Mary Rose gebaut, im Vordergrund ein gegossener Vorderlader auf Radlafette, im Hintergrund eine geschmiedete Stabringkanone als Vorderlader in Kastenbettung

Die Erfindung des Schwarzpulvers revolutionierte die Schiffsbewaffnung und zog eine Änderung der Seekriegsführung nach sich. Der Kampf wurde mehr und mehr auf die Entfernung ausgetragen.
In Europa waren Kanonen seit dem 14. Jahrhundert auf Schiffen üblich. Es handelte sich hauptsächlich um Waffen kleinen Kalibers, zum Teil Hinterlader sowie auch kleinere Kolubrinen, die mehr zum Einsatz gegen die Mannschaften als gegen die Schiffsrümpfe gedacht waren (‚man-killers‘). Die erste bekannte Verwendung von Schiffsgeschützen fand im Jahr 1340 in der Seeschlacht von Sluis statt. So gab es zu diesem Zeitpunkt Galeeren, die mit einem Geschütz am Bug (Jagdkanonen) ausgestattet waren; diese Schiffe waren aber nach wie vor für einen Nahkampf durch Enterung vorgesehen.
Die ersten im 15. Jahrhundert vorkommenden schwereren Schwarzpulvergeschütze waren Bombarden, die im Laufe der nachfolgenden Jahrhunderte variiert und unterschiedlichen Funktionen angepasst wurden. So wuchs das Kaliber der Kanonen im 15. Jahrhundert derart an, dass sie auch wirksam gegen die hölzernen Bordwände des Gegners eingesetzt werden konnten (‚ship-smashers‘). Außerdem ging man mehr und mehr zu Vorderladern über, die aus einem Stück aus Bronze und später Eisen gegossen waren.
Um das Jahr 1500 ging man dazu über, Geschützpforten auf Segelschiffen entlang des Schiffsrumpfs zu installieren, da die Kanonen wegen ihres höheren Gewichtes nicht mehr hoch in den Aufbauten platziert werden konnten. Sie feuerten über sogenannte Stückpforten in der Breitseite. Anfangs waren die Geschützpforten dabei noch direkt übereinander angeordnet (so beispielsweise bei der Galeone Great Harry von 1514) – erst in der Weiterentwicklung der Schiffstypen fand man heraus, dass die sogenannte Schachbrettanordnung der Pforten strukturelle und taktische Vorteile bot.

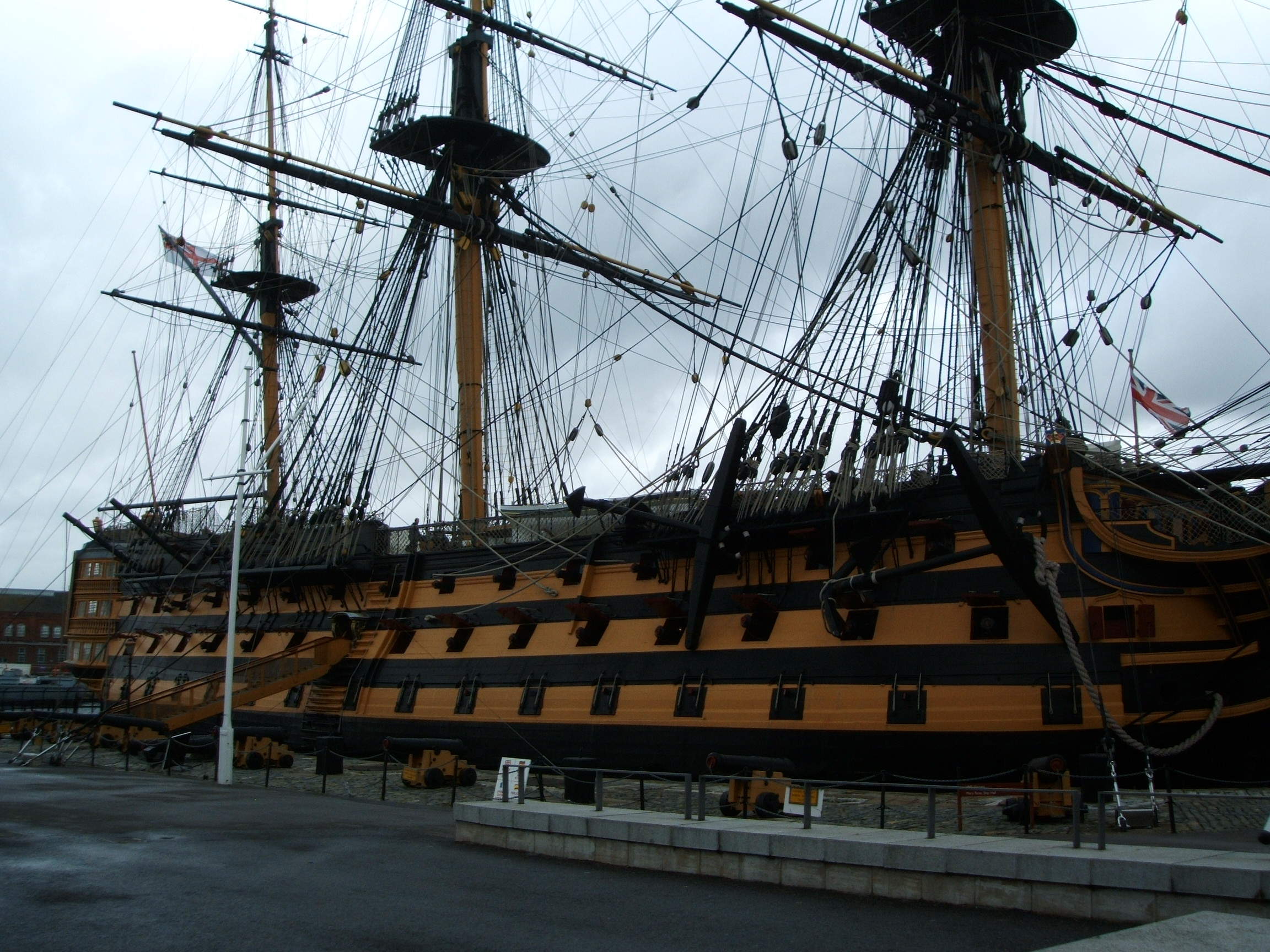
Die ‚Schachbrettanordnung‘ der Stückpforten auf der Victory

Seit der Mitte des 17. Jahrhunderts hatte sich der Standardtyp des Kriegsschiffes etabliert. Ab diesem Zeitpunkt war das Waffensystem Segelkriegsschiff den Galeeren (vgl. hierzu die Candia in der Seeschlacht von Prevesa, die sich über einen ganzen Tag gegen mehrere Angriffswellen feindlicher Galeeren erwehren konnte) überlegen.

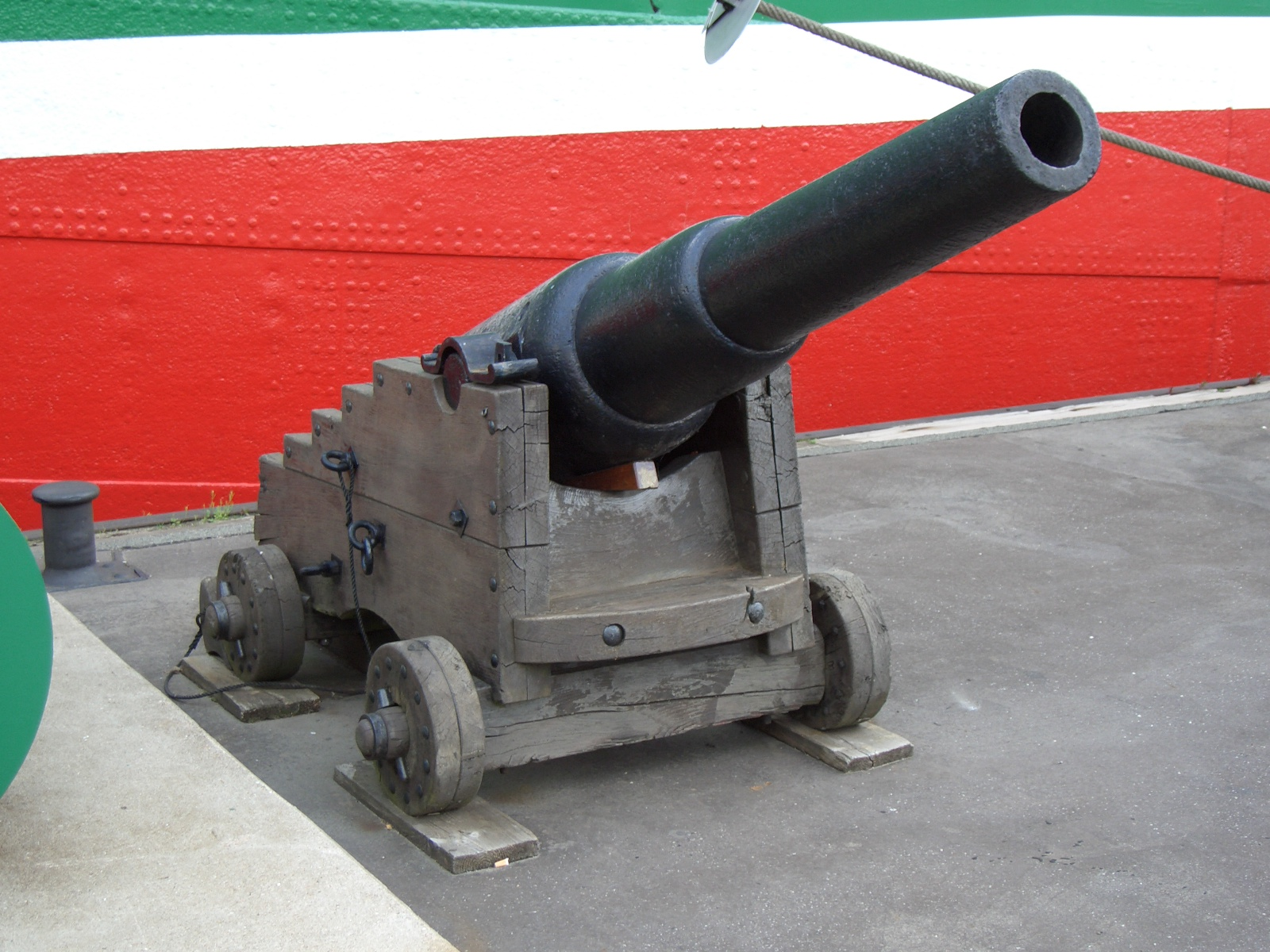
Lafette oder Rapert aus dem 19. Jahrhundert

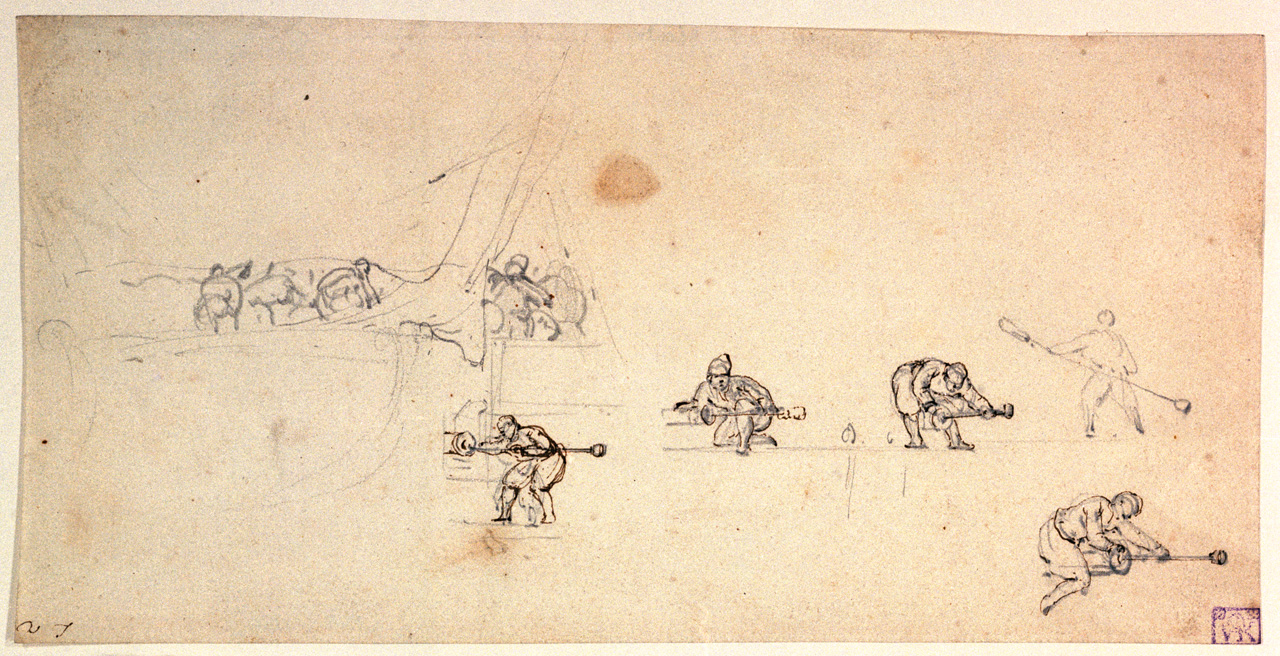
Skizzen von Willem van de Velde dem Älteren zum Laden von Geschützen von außenbords

Bis zum Anfang des 17. Jahrhunderts war die Entwicklung der Vorderlader-Glattrohrartillerie weitgehend abgeschlossen. Die Linienschiffe trugen die Mehrzahl der Geschütze auf zwei oder drei durchgehenden Batteriedecks mit den schwersten Geschützen auf dem untersten Deck. Mitte des 17. Jahrhunderts waren dies, nach englischen Inventarien, die sogenannten Cannons, Demi-cannons und Culverines, die 42, 32 bzw. 18 Pounds (19, 14,5 bzw. 8,2 kg) schwere Eisenkugeln verschossen. Auf dem Oberdeck standen leichtere Kanonen. Hinterlader existierten nur noch als kleine Kaliber oder als veraltete Stücke.
Die Geschützrohre waren wie an Land mit seitlichen Schildzapfen auf hölzernen Radlafetten, auch Raperts genannt, gelagert. Die seitlichen Wände der Lafette waren am hinteren Ende treppenförmig abgestuft. Dort konnte der Kuhfuß zum Lüften des Geschützes eingelegt werden oder ein starkes Querholz zum Ablegen des Rohres in dieser Höhe. Mit Hilfe eines Richtkeils konnte durch Drehen des Rohres um die Schildzapfen deren Erhöhungswinkel verändert werden. Die Schiffslafette hatte meist zwei Achsen mit je zwei breiten kleinen hölzernen Rädern. Die Kanonen rollten beim Abfeuern durch den Rückstoß ins Schiffsinnere und wurde durch das Brooktau aufgefangen. Da bei diesem Rückspringen auch die Mündung den Rand der Stückpforte touchierte, wurde der sogenannte Schiffskopf entwickelt. Dieser ist eine glatte Verstärkung der Mündung, gegenüber den älteren mit vielen Profilen, Stäben und Kehlen versehenen Mündungsteilen. In dieser eingeholten Position wurde dann das Geschütz nachgeladen. Mit Seitentaljen wurde das Geschütz wieder durch die Stückpforten ausgerannt. Sollte zu wenig Zeit oder Besatzung zur Bedienung vorhanden sein, konnte das Brooktau auch in ausgerannter Position straff gezogen werden. Dann rollte das Geschütz nicht rückwärts. Dafür musste dann ein Besatzungsmitglied außenbords klettern, um von dort das Geschütz zu laden. Auf Grund des hohen Gewichts der Kanonen wurden große Mannschaften für die Bedienung benötigt.

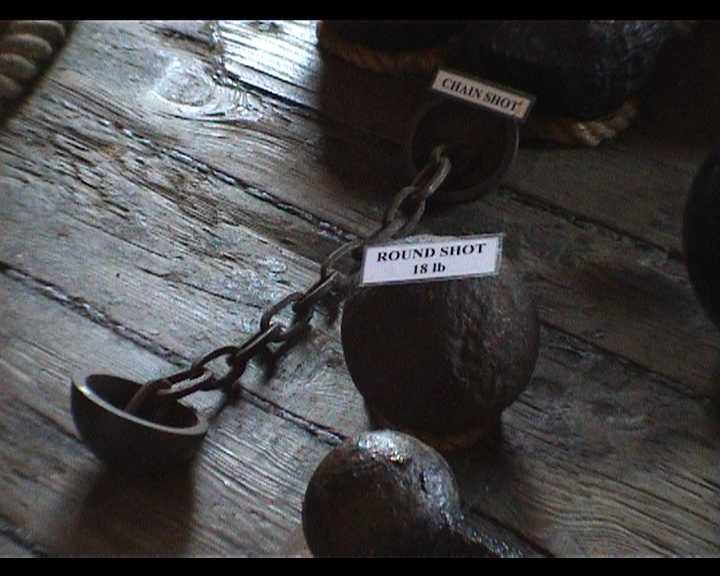
Kettengeschoss und Rundgeschoss

Bis zum Ende des 17. Jahrhunderts war die Bewaffnung soweit standardisiert, dass auf den durchgehenden Batteriedecks der Segelkriegsschiffe jeweils nur ein Kanonentyp stand. Jetzt wurden die Kanonen auch international nach dem Kugelgewicht in Pfund, natürlich nach dem jeweils regional gültigen Pfund bezeichnet. Im 18. Jahrhundert teilte die britische Marine Kanonen dementsprechend als 42-, 32-, 24-, 18-, 12-, 9-, 6-, 4- und 3-Pfünder sowie 0,5-Pfünder als Drehbassen ein. Ab Mitte des 18. Jahrhunderts wurden alle Kanonen vorwiegend aus Eisen gegossen, Stücke aus Bronze blieben aber noch einige Zeit in Gebrauch. Gegen Ende des 18. Jahrhunderts wurden die 42-Pfünder durch 32-Pfünder ersetzt, da erstere auf Grund ihres Gewichtes und der schweren Geschosse zu unhandlich waren. Der 32-Pfünder, der in den unteren Decks der Linienschiffe mit 74 und mehr Kanonen Aufstellung fand, wog immer noch fast drei Tonnen und hatte bis zu 14 Mann Bedienung.

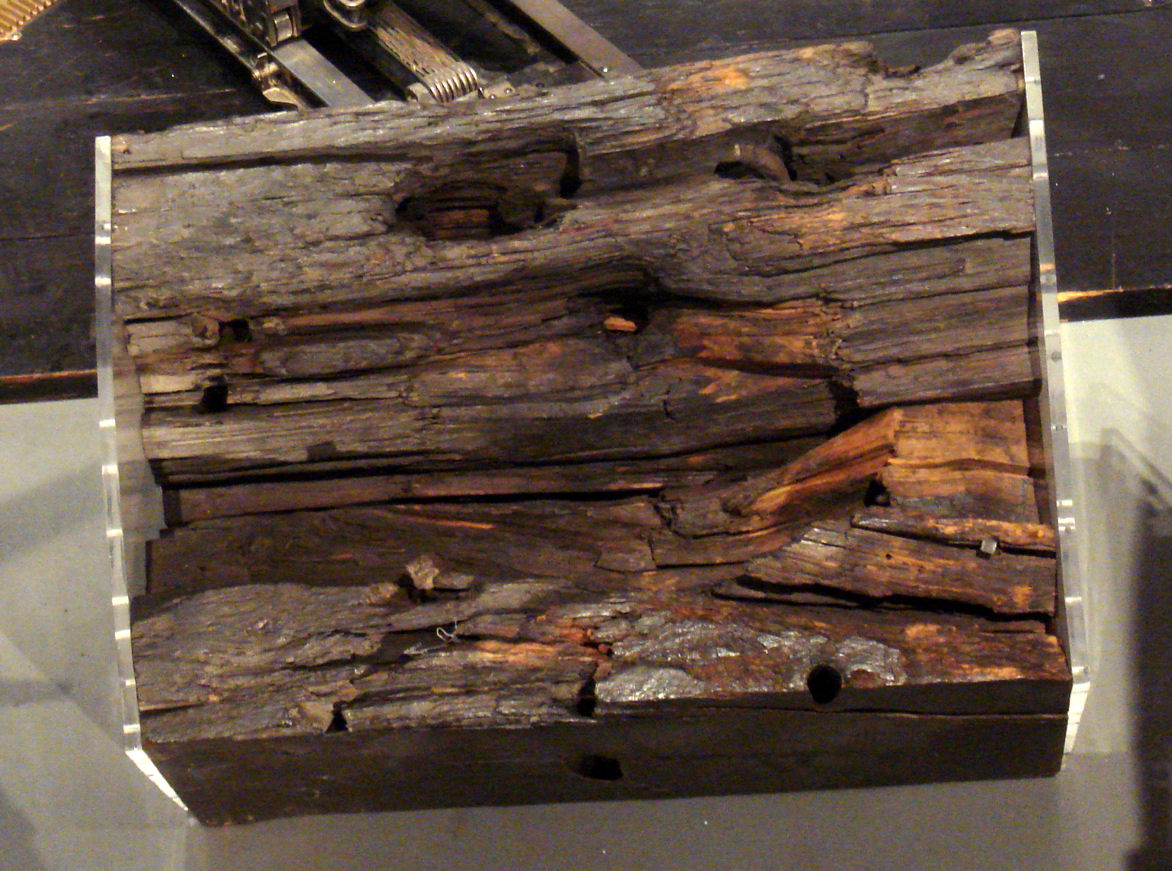
Eine von einer Kanonenkugel getroffene Bordwand

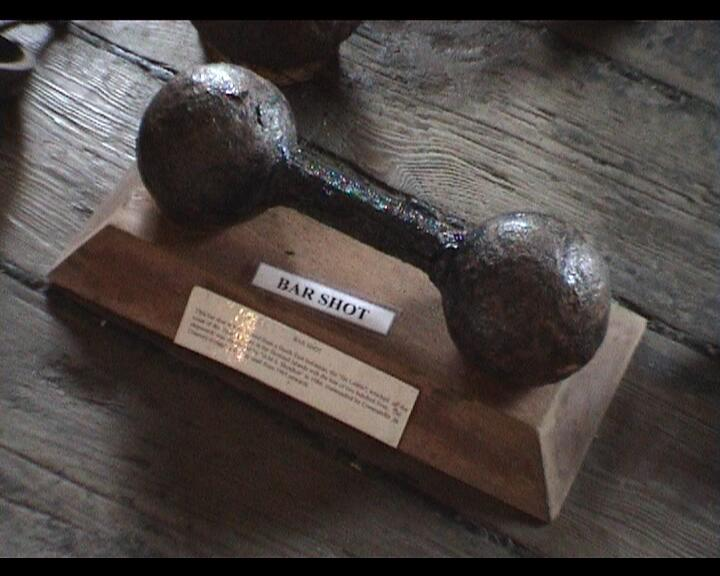
Barrengeschoss

Der wichtigste Munitionstyp war die eiserne Vollkugel, die gleichermaßen gegen Rumpf, Takelage und Mannschaft eingesetzt werden konnte. Speziell zum Einsatz gegen die Takelage wurden Kettenkugeln (zwei eiserne, mit einer kurzen Kette verbundene Halbkugeln) oder Stangenkugeln (sog. Barren) verschossen (zwei eiserne Kugeln, die durch Stangen verbunden waren). Außerdem wurden auf kurze Entfernungen gegen die gegnerische Besatzung Kartätschen oder Hagel verwendet, beispielsweise zur Abwehr einer Enterung. Obwohl die Reichweite der Kanonen bis 2 km betrug, waren die Trefferaussichten jenseits einiger hundert Meter äußerst gering. Um 1800 trainierten die meisten Kommandanten der britischen Marine ihre Geschützbedienungen auf möglichst schnelles Feuern und versuchten das Gefecht auf wenige 10 Meter Entfernung zu führen, so dass ein Vorbeischießen praktisch unmöglich war. Die Kombination aus offenem Feuer, offenem Schießpulver und den hölzernen Schiffen mit Tauwerk und Pech bot viele Anlässe, die Schiffe durch Brand oder Explosion zu verlieren. Bei sehr geringen Gefechtsentfernungen bestand für beide Seiten die Gefahr, dass durch das Mündungsfeuer und die Ladepropfen erst der Gegner und dann das eigene Schiff Feuer fangen konnte. Das Zurückspringen der Rohre beim Abschuss war ein weiteres Gefahrenpotential auf den mit Menschen überfüllten Decks. Die Artillerie eines Segelkriegsschiffs war normalerweise in der Lage, auf kurze Entfernungen die Bordwände eines vergleichbaren Gegners zu durchschlagen. Auf Grund der geringen Größe der Kanonen war es aber schwer, einen gleich großen Gegner zu versenken. Die Wirkung der Kanonen richtete sich besonders beim Schießen in den Rumpf gegen die feindliche Bewaffnung und Besatzung, bei denen die Mehrzahl der Verluste durch Holzsplitter entstanden. Durch den Verlust von Masten oder Takelage konnte ein Schiff manöverierunfähig geschossen werden. In vielen Einzelgefechten, also in Kämpfen fern der großen Seeschlachten, war der Kommandant eines Schiffes ohnehin auf relative Vorsicht bedacht, brachte ihm und der eigenen Besatzung doch ein geentertes Schiff samt gefangengenommener Besatzung und Schiffsladung (Prise) unter bestimmten Voraussetzungen eine Menge Prisengeld ein.

#### Karronaden

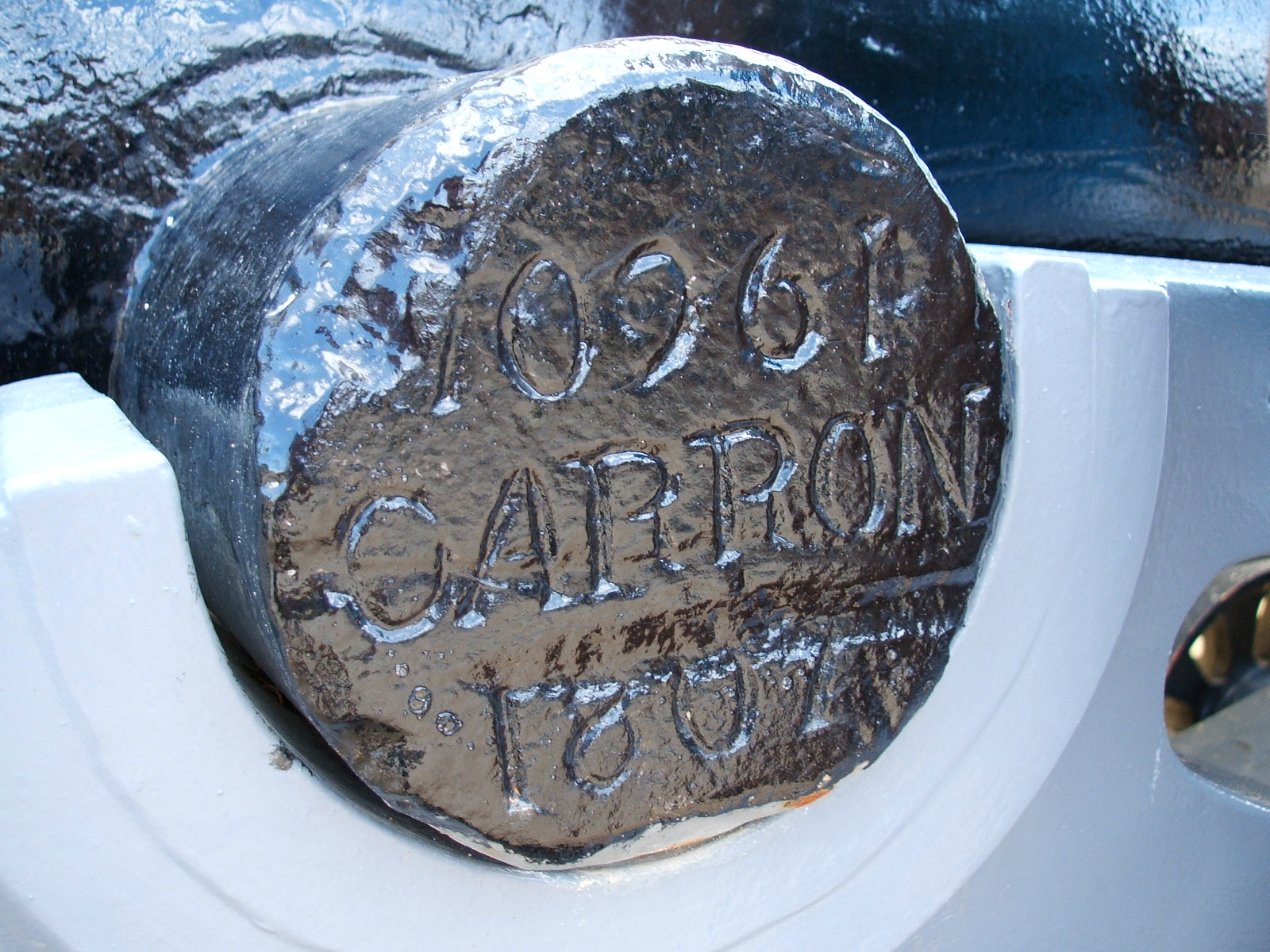
Herstellungsgravur einer Karronade von 1807

1774 wurde die nach den Carron Iron Company benannte Karronade entwickelt. Ursprünglich für Armeeverwendung entworfen, kam 1779 eine bordverwendungsfähige Version in Gebrauch. Sie wies ein kurzes Rohr und eine vergleichsweise kleine Pulvertreibladung auf. Dadurch wies das Geschoss eine niedrigere Geschwindigkeit auf und erzielte an den Holzrümpfen eine sehr starke Splitterwirkung. Karronaden waren sehr leicht – die 68-Pfünder-Karronade wog mit 1,8 Tonnen etwa so viel wie ein normaler 12-Pfünder. Damit brauchten sie eine kleinere Mannschaft, konnten hoch im Schiff aufgestellt werden und erlaubten eine schwere Bewaffnung auch auf kleinen Schiffen, die aber nur auf kurze Entfernung eingesetzt werden konnte (vgl. hierzu das letzte Gefecht der amerikanischen Fregatte Essex). Karronaden waren auf Gleitlafetten montiert.

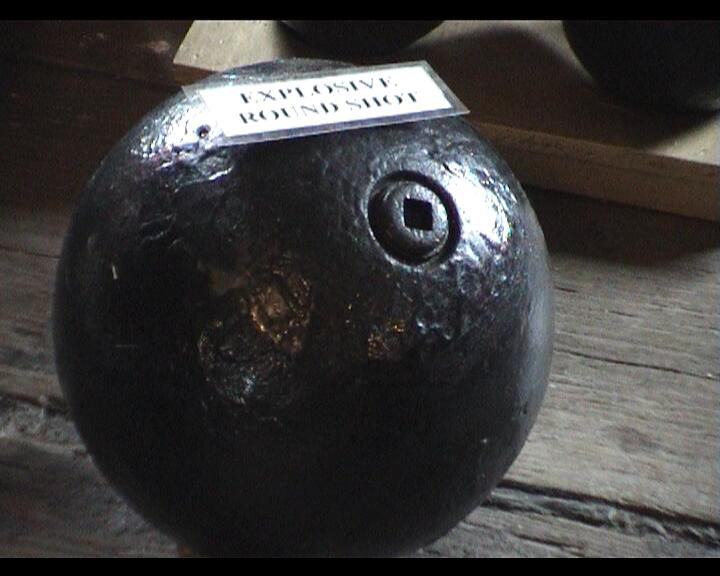
Granate aus dem Segelschiffzeitalter

#### Mörser
Zur Segelschiffszeit waren Mörser die einzigen Geschütze, die standardmäßig Explosivgeschosse verfeuerten. Sie waren auf speziellen Schiffen, den Bombarden montiert und nicht für Seegefechte, sondern für den Einsatz gegen Landziele und verankerte Schiffe vorgesehen. Die britische Marine verwendete Mörser der Kaliber 13 Zoll und 10 Zoll (33 cm und 25,4 cm).

### Entwicklungen im 19. Jahrhundert
Im 19. Jahrhundert machte die Artillerie rasante und umwälzende Entwicklungen durch. Mit den Bombenkanonen kamen die ersten Kanonen auf, die standardmäßig Explosivgeschosse (= Granaten) verfeuerten. Es kam zu einem Wettlauf zwischen Schiffspanzerungen (gepanzerte Rümpfe, Verbesserung der Panzerqualität) und durchschlagkräftigerer Artillerie. Würde ein Seemann der Zeit der Spanischen Armada auf ein Schiff aus Nelsons Zeit versetzt werden, wären die Handgriffe fast dieselben und nur wenig Erklärung notwendig. Auf einem Schiff am Ende des 19. Jahrhunderts würde er sich überhaupt nicht zurechtfinden.
Durch technische Fortschritte waren insbesondere die folgenden Entwicklungen möglich:
- Der Übergang zum gezogenen Geschütz (um 1860) ermöglichte treffgenaueres Schießen über eine größere Schussweite. Außerdem konnten aus gezogenen Rohren statt Kugeln Langgeschosse verschossen werden. Dadurch stiegen bei gleichem Kaliber das Gewicht des Geschosses (und damit Durchschlagskraft und Trefferwirkung) sowie die Schussweite (in den USA wurden wegen begrenzter technischer Möglichkeiten aber bis in den Sezessionskrieg große Glattrohrkanonen (Dahlgrenkanonen) eingesetzt).
- Die Entwicklung des Hinterladers vereinfachte den Ladevorgang. Allerdings gab es bis weit ins 19. Jahrhundert erhebliche Probleme bei der Herstellung der Verschlüsse, insbesondere mit der Gasdichtigkeit. Aus diesem Grund verwendete die britische Marine bis etwa 1880 gezogene Vorderladergeschütze bis zu einem Kaliber von 40,6 cm. Die Verwendung von Vorderladern erleichterte auch die Aufstellung in geschlossenen Türmen, da der Pulverqualm außerhalb des Turms abzog.
- Bessere Materialien: zunächst wurde Gusseisen, dann Schmiedeeisen und dann Stahl verwendet. Dies machte größere Geschütze und stärkere Treibladungen möglich. In einem weiteren Schritt wurden die Geschützrohre durch einen oder mehrere Stahlringe oder -blöcke verstärkt (Ring- und Mantelringkanonen).
- Die Einführung langsam abbrennenden Pulvers ab 1880 ermöglichte nochmals größere Treibladungen. Da der langsamere Abbrand der Treibladung längere Geschützrohre sinnvoll machte, stiegen die Kaliberlängen von etwa L/15 auf L/30 bis L/40. Dadurch stiegen Schussweite, Durchschlagskraft und Treffsicherheit weiter.
- Die Qualität der Geschosse wurde verbessert. Um eine bessere panzerbrechende Wirkung zu erreichen, wurden sie ab 1868 aus Hartguss (Grusonwerk AG Buckau), dann aus Stahl hergestellt. Außerdem wurde die Schwarzpulverfüllung durch wirkungsvollere Sprengstoffe ergänzt (Brisanzgranaten).

Außerdem stieg generell die Größe der Schiffsgeschütze. Tendenziell wurden weniger und größere Geschütze in Schiffsneubauten eingebaut.
Die neuen Geschütze erforderten eine robustere Lafettierung als zuvor. Mitte des 19. Jahrhunderts wurden vielfach noch eiserne Rahmenlafetten verwendet. Schleifschienen und Gummipuffer nahmen den Rückstoß auf. Schließlich ermöglichten die Rohrwiege und die hydraulische Rohrrücklaufbremse eine effektive Lafettierung auch der größten Geschütze. Als weitere Entwicklung kamen Ende des 19. Jahrhunderts Schnellfeuergeschütze (Schnellladekanonen) und Maschinenkanonen (z. T. als Revolverkanonen) hinzu. Die Maschinenkanonen mit Kalibern von 37–47 mm waren zur Abwehr von Torpedobooten gedacht; sie verschwanden bald wieder wegen ihrer geringen Trefferwirkung. Schnellfeuergeschütze wurden mit Patronenmunition geladen und verfügten über schnell arbeitende Verschlüsse. Anfänglich bei leichten Geschützen verwendet, wurde das Prinzip zur Jahrhundertwende auf Kaliber bis 15,2 cm ausgedehnt und Feuergeschwindigkeiten von 5 Schuss pro Minute bei diesem Kaliber erreicht.
Durch die Verbesserung der Verschlüsse, der Ladevorrichtungen und der Munitionszufuhr konnte auch bei der Hauptartillerie der Linienschiffe im 19. Jahrhundert die Feuergeschwindigkeit auf zwei Schuss pro Minute gesteigert werden. Auch auf diese Geschütze wurde die Bezeichnung Schnellladekanone (= Schnellfeuergeschütz) übertragen.
Vor dem spanisch-amerikanischen Krieg 1898 hielt man etwa 1000 m für eine ideale Gefechtsentfernung. 1898 wurde in der Schlacht in der Bucht von Manila und in der Seeschlacht vor Santiago de Cuba teilweise wirkungsvoll über mehrere Kilometer gefeuert. Die gestiegenen Schussweiten erforderten die Einführung formalisierter Schießverfahren.

### Die moderne Schiffsartillerie

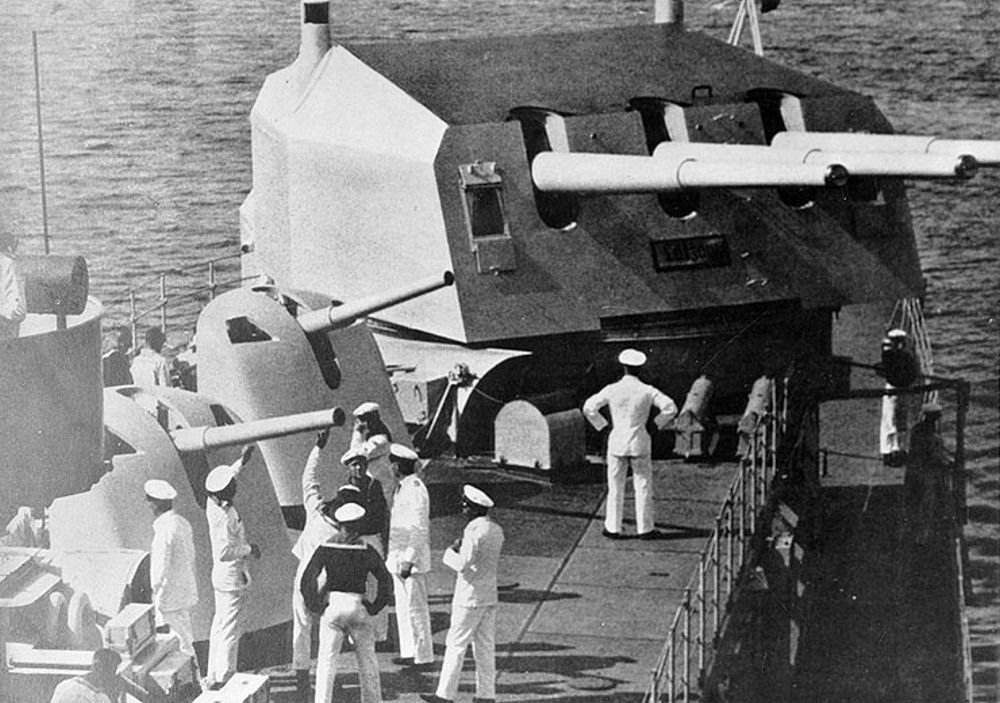
Geschütze der Königsberg

Funktionsschema eines Hinterladergeschützes

Aufbau eines Geschützturmes

Um 1900 hatte sich die Entwicklung der Schiffsartillerie stabilisiert. Linienschiffe und Panzerkreuzer besaßen normalerweise eine dreigeteilte Artillerie aus Schnellladekanonen (von der Rohrkonstruktion her weiterhin Mantelringrohre):
- Zwei bis vier (bei Panzerkreuzern gelegentlich auch mehr) Geschütze der Hauptartillerie, normalerweise in Geschütztürmen angeordnet. Das Kaliber bei Linienschiffen betrug meist 30,5 cm, bei Panzerkreuzern meist 20,3 bis 25,4 cm.
- Eine auf den Schiffsseiten aufgestellte Mittelartillerie in Kasematten oder Türmen zur Unterstützung der Hauptartillerie mit einem Kaliber um 15,2 cm.
- Eine auf den verfügbaren Plätzen frei hinter Schilden oder in Kasematten aufgestellte leichte Artillerie zur Abwehr von Torpedobooten mit Kalibern von 37 mm bis 8,8 cm.

Geschützte Kreuzer trugen als Hauptbewaffnung meist Geschütze vom Kaliber 10,2 bis 15,2 cm in Einzelaufstellung hinter Schilden oder in Kasematten.
Die Dreadnought-Revolution brachte eine Verstärkung der Hauptartillerie und teilweise den Wegfall der Mittelartillerie. Spätestens mit dem Ersten Weltkrieg wurde klar, dass die leichte Artillerie zu leicht zur Abwehr von Torpedobooten war. Teilweise wurde sie durch erste Flugabwehrgeschütze ersetzt.
Im Ersten Weltkrieg wuchs das Kaliber der Hauptartillerie der Linienschiffe bis 40,6 cm, was bis auf zwei Ausnahmen (Furious und Yamato-Klasse) bis zum Ende der Ära der schweren Artillerie nicht überschritten wurde. Ab Anfang der 1920er-Jahre verschwanden auf neugebauten Schlachtschiffen und Kreuzern die in Kasematten und außer bei der Flak hinter Einzelschilden aufgestellte Geschütze weitgehend.
Die Geschütze des Ersten Weltkriegs erlaubten bereits Gefechtsentfernungen von 10–20 km, was eine entsprechende Feuerleitung notwendig machte. Die erforderlichen Verfahren und Geräte (Feuerleitanlage, Entfernungsmesser) wurden noch vor dem Ersten Weltkrieg entwickelt. Bekannte und gemessene Daten (eigener Kurs, eigene Geschwindigkeit, Richtung des Ziels, Zielentfernung) wurden geplottet, also mit geschätzten (Kurs und Geschwindigkeit des Ziels) in mechanischen Rechenmaschinen kombiniert und die so ermittelte Ausrichtung an die Geschütze weitergegeben. Zur Korrektur wurde die Lage der Aufschläge beurteilt und in die Schätzung einbezogen. Im Zweiten Weltkrieg wurde die Feuerleitung durch die Verwendung von Radar nochmals entscheidend verbessert. Zur Beobachtung der Trefferlage und zum Schießen über den Horizont führten Schlachtschiffe und Kreuzer ab Mitte der 1920er-Jahre meist Bordflugzeuge mit.
Gegen Ende des Zweiten Weltkrieges wurde mit der Entwicklung vollautomatischer Geschütze der Kaliber 15,2 cm und 20,3 cm für Kreuzer (britische Tiger-Klasse, US-amerikanische Worcester-Klasse, Des-Moines-Klasse) begonnen, die jedoch auf Grund der Entwicklung von Flugkörpern nicht lange verwendet wurden.

#### Flak

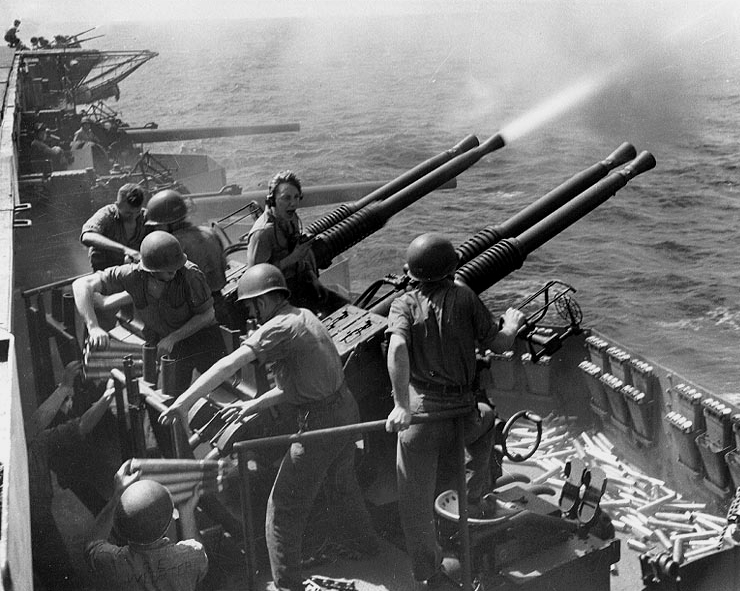
Feuernde 40-mm-Bofors-Zwillings-Geschütze an Bord des Flugzeugträgers Hornet, 1945 im Pazifik

Im Ersten Weltkrieg wurden die ersten Flugabwehrkanonen (kurz Flak oder FlaK) auf Schiffen aufgestellt. Ab den 1920er-Jahren erhielten Kriegsschiffe generell Flugabwehrkanonen. Zu Beginn des Zweiten Weltkrieges trugen Schlachtschiffe, Flugzeugträger und Kreuzer generell schwere Flak (Kaliber 7,5–13 cm), Maschinenkanonen im Kaliber 20–40 mm (teilweise auch nur halbautomatisch) sowie Flugabwehrmaschinengewehre. Die Rolle der schweren Flak wurde teilweise von Mehrzweckgeschützen der Mittelartillerie übernommen. MGs wurden auf Grund ihrer geringen Wirkung im Krieg teilweise durch das 20-mm-Geschütz von Oerlikon verdrängt. Bei der schweren und mittleren (37 mm, 40 mm) Flak zeigte sich, dass die Wirksamkeit entscheidend von der Qualität der Feuerleitung abhing. Gegen Ende des Krieges verfügte die US Navy über eine effektive Radarfeuerleitung für ihre 12,7-cm- und 40-mm-Flak.

### Gegenwart

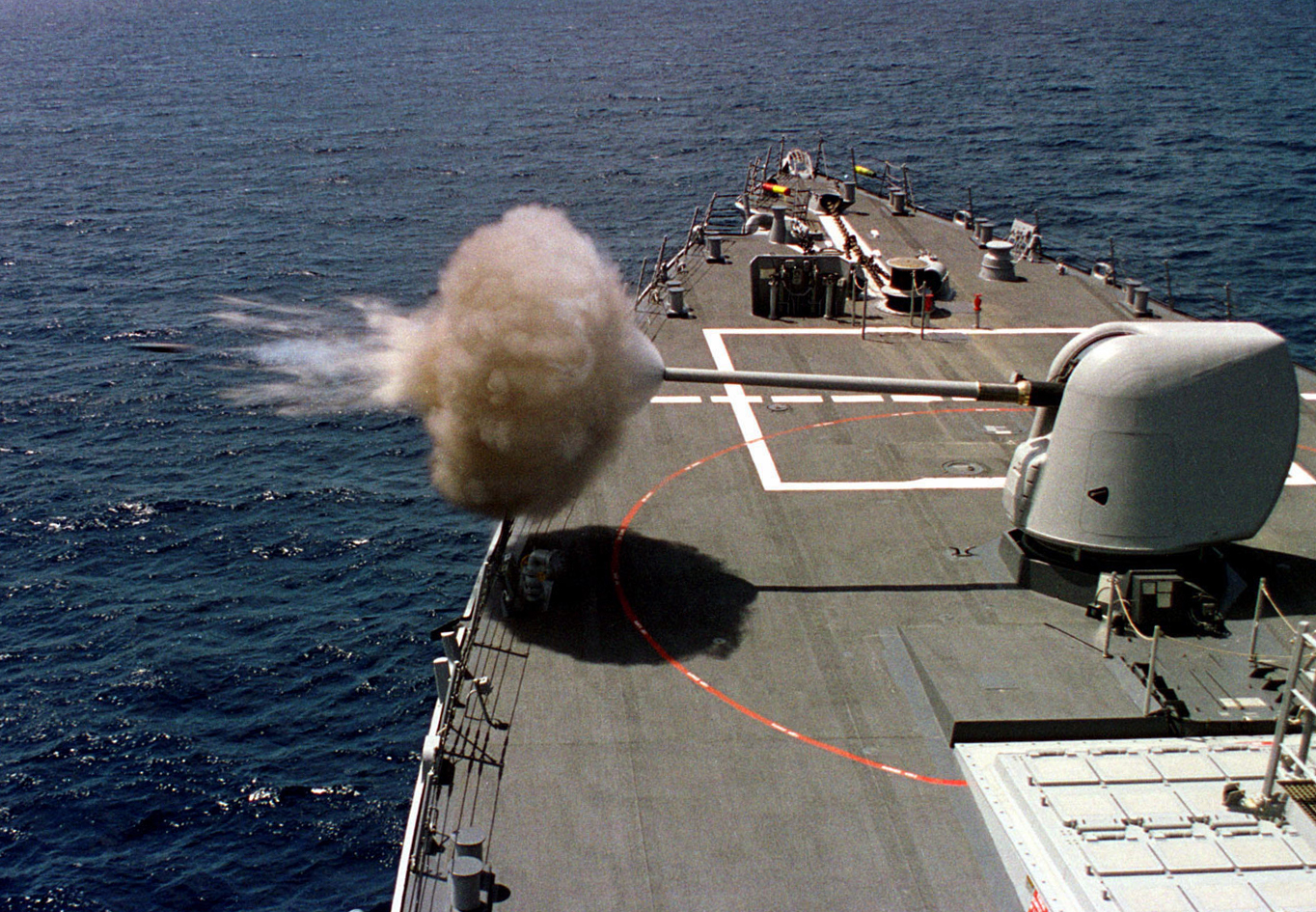
Modernes Marine-Geschütz Kaliber 12,7 cm

Heute werden auf den meisten Kriegsschiffen Kanonen bis zum Kaliber 15,5 cm benutzt, die eine automatische Ladevorrichtung haben und deren Schussweite sich nach der verwendeten Munitionsart richtet. Geschütze dienen der Nahbereichsabwehr von Booten, Flugzeugen und Flugkörpern oder zum Küstenbeschuss. Für den letzteren Zweck hat die moderne Schiffsartillerie oft ein zu geringes Kaliber, weshalb auch die US Navy zwei Schlachtschiffe der Iowa-Klasse bis 2006 in Dienst hielt.
Aufgrund sich verändernder Einsatzbedingungen (u. a. Asymmetrische Kriegführung, Friedenssicherungsoperationen, Amphibische Kriegsführung) gewinnt der Landzielbeschuss als taktische Feuerunterstützung neue Bedeutung. In Deutschland wurde daher geprüft, inwieweit der Geschützturm der Panzerhaubitze 2000 navalisiert werden konnte (Projekt MONARC). Nach Einstellung des Projektes wurde indes das Oto Melara 127/64 Lightweight als Schiffsartillerie der neuen Fregatten der Baden-Württemberg-Klasse (F125) gewählt, mit dem die präzisionsgelenkte Vulcano-Munition verschossen werden kann, die Reichweiten von 70 bis 100 km erreichen kann. Das 127/64 Lightweight mit der Vulcano-Munition wird ebenfalls in der Landangriffsversion der italienischen FREMM-Fregatten verwendet. Ähnliche Ziele verfolgt die US-Army mit der Entwicklung des Advanced Gun System für die geplanten Zerstörer der Zumwalt-Klasse, das über Kaliber 155 mm und ebenfalls reichweitengesteigerte Präzisionsmunition verfügen wird.

## Historische Bedeutung der Kanone als Schiffsartillerie
Die Entwicklung der Kanone und ihre Perfektionierung in Europa hat letztlich entscheidend dazu beigetragen, dass europäische Staaten, wenn auch zahlenmäßig unterlegen, sich gegen Annektierungsversuche anderer Völker und Militärs anderer Kontinente durchsetzen konnten.
Europäer hatten schnell festgestellt, dass leichte, mobile Geschütze taktische Vorteile bieten, da sie sich unter anderem schnell ausrichten ließen und eine deutlich höhere Feuergeschwindigkeit erlaubten. Gerade auf dem Wasser, also auf Kriegsschiffen, stellte sich schnell heraus, dass ein einzelnes mit leichten Kanonen bestücktes Schiff eine Übermacht erfolgreich bekämpfen konnte, ohne dabei selber über das Maß Schaden zu nehmen. Dies war dann auch maßgeblich ein Erfolg Europas, sich zum einen gegen Einflüsse asiatischer Expansionsversuche zu wehren und auf der anderen Seite eigene Expansions- und Kolonialisierungsinteressen durchzusetzen.
1502 stach Vasco da Gama zu seiner zweiten Fahrt nach Indien in See. Die Schiffe wurden mit der damals modernsten Schiffsartillerie bestückt, da man mit einem bewaffneten Konflikt mit den Arabern rechnete. In indischen Gewässern angekommen, wurde er von etwa 100 Fahrzeugen einer arabisch-indischen Flotte angegriffen. Mit der Artillerie von 15 seiner Schiffe konnte er alle Enterversuche vereiteln. Die Artillerie beflügelte das Zeitalter der Entdeckungen (= „Zeitalter der europäischen Expansion“).
So ist es offensichtlich, warum es Spanien und Portugal – später dann auch den Niederlanden, Frankreich und England – gelang, auf anderen Kontinenten Fuß zu fassen und entsprechende Einflüsse dort geltend zu machen: Sie bestückten dickbäuchige Handels- und Kriegsschiffe mit einer angemessenen Anzahl an Kanonen und waren so in der Lage, sich Vormachtstellungen in Europa und gleichzeitig ihre Kolonialinteressen zu sichern.